# Johann II. (Sponheim-Starkenburg)
Graf Johann II. von Sponheim (* zwischen 1265 und 1270; † 22. Februar oder 29. März 1324) zu Starkenburg entstammte dem Adelsgeschlecht der Sponheimer und regierte die hintere Grafschaft Sponheim 35 Jahre lang von 1289 bis 1324.

## Leben
Johann II. von Sponheim heiratete Katharina von Ochsenstein (Nichte König Rudolfs von Habsburg). Eine früher vermutete Ehe mit einer Katharina von Vianden ist mittlerweile widerlegt. Johann war Parteigänger von Heinrich VII. und stand damit in Opposition zur vorderen Grafschaft Sponheim. Er nahm am Romzug teil und ist als Teilnehmer in der Bilderchronik abgebildet. Er wird durch Brief vom Jahre 1305 der Stadt Trier Bürger, die sich dagegen verpflichtet, ein Jahrgeld von 100 Pf. Pfennig an ihn zu entrichten. Graf Johann II. von Sponheim-Starkenburg erscheint in Urkunden von den Jahren 1309 und 1310 als Landvogt. Bestätigung aller Privilegien, welche König Heinrich und andere Reichsvorfahren verliehen hatten, gewährte Kaiser Ludwig ihm 1314; im gleichen Jahr wurde er von Kurfürst Balduin von Trier zum obersten Amtmann der Trierischen Lande, zwischen Mosel und Rhein gelegen, ernannt. Johann II. wurde im Kloster Himmerod beigesetzt.

## Nachkommen
- Heinrich II., Graf von Sponheim (* zwischen 1292 und 1295; † vor 11. Oktober 1323), ⚭ Januar 1315 Loretta von Salm († vor 10. Februar 1346)
- Pantaleon, Domherr zu Straßburg[7]
- Blancheflor († 1358), ⚭ 1314 Graf Friedrich I. von Veldenz,[8] Sohn des Grafen Georg I. von Veldenz. Friedrich I. verstarb schon 1327, wurde in der Propsteikirche St. Remigius bei Haschbach beigesetzt und seine Grabplatte mit Ganzfigur ist dort erhalten.